# Alterbog
 Denne artikel bør gennemlæses af en person med fagkendskab for at sikre den faglige korrekthed.

En alterbog er en liturgisk bog som indeholder bibelske tekster til gudstjenester og kirkelige handlinger.
Det er en håndbog for præster med
forskrifter for udøvelsen af de
kirkelige handlinger hvoraf kan nævnes kollekter, epistler,
evangeliestykker til kirkeårets søn- og helligdage,
bønner, litani, velsignelsen, ordene ved dåb,
nadver, vielse og jordpåkastelse samt
lidelseshistorien og katekismen.
Peder Palladius udgav 1556 den første danske alterbog, men den
underkastedes forskellige ændringer, indtil den
fik fast form ved biskop Hans Baggers
udgave af 1688. 
Der skete ændringer heri ved konfirmationens indførelse 1736,
ved afskaffelsen af helligdage 1770 og af
eksorcismen 1783.
I 1839 udgav biskop J.P. Mynster
et »Forslag til en forordnet Alterbog for
Danmark«, men det vakte modstand blandt andet fra
Grundtvig, der især følte sig frastødt af ordet
»forordnet«.

## Anden tekstrække
Ved bekendtgørelse af 2. februar 1885
autoriseredes en ny række prædiketekster,
således, at der fra første adventssøndag 1885
prædikedes over de ny tekster hele kirkeåret
igennem og fra første adventssøndag 1886 over
de gamle tekster og således fremdeles
skiftevis. Ifølge dansk lov af 19. februar 1861 skal et
eksemplar af alterbogen anskaffes af kirkeejeren til
hver kirke.
I Norge gjaldt alterbogen af
1688 indtil 1889, da både den og det gamle
kirkeritual af 1685 afløstes af »Alterbog for
Den Norske Kirke«, men var fremdeles i brug til Alterbok for Den Norske Kirke kom i 1920 
Den nugældende alterbog er Den danske alterbog –
Gudstjenesteordning for Den Danske Folkekirke: autoriseret ved kgl. resolution af 12. juni 1992